# Atletismo nos Jogos Olímpicos de Verão de 2020 - 50 km marcha atlética masculina
O evento dos 50 km de marcha atlética masculina nos Jogos Olímpicos de Verão de 2020 ocorreu no dia 6 de agosto de 2021 no Parque Odori, em Sapporo. Um total de cinquenta e nove atletas participaram.
Devido ao movimento do Comitê Olímpico Internacional em direção à igualdade de gênero nas Olimpíadas (a marcha de 50 km era o único evento masculino do atletismo sem equivalente feminino) esta foi a última aparição do evento, sendo substituído por uma prova por equipes mistas a partir de 2024.

## Qualificação
Um Comitê Olímpico Nacional (CON) pode inscrever até 3 atletas nos 50 km de marcha atlética masculina desde que todos atendam ao padrão de inscrição ou se classificarem pelo ranking durante o período de qualificação (o limite de 3 está em vigor desde o Congresso Olímpico de 1930). O tempo padrão a qualificação foi 3:50:00. Este padrão foi "estabelecido com o único propósito de qualificar atletas com desempenhos excepcionais incapazes de se qualificar através do caminho do Ranking Mundial da IAAF". O ranking mundial, baseado na média dos cinco melhores resultados do atleta no período de qualificação e ponderado pela importância do evento, foi usado para classificar os atletas até que o limite de 60 fosse atingido.
O período de qualificação foi originalmente de 1 de maio de 2019 a 31 de maio de 2020. Devido à pandemia de COVID-19, este período foi suspenso de 6 de abril de 2020 a 30 de novembro de 2020, com a data de término estendida para 31 de maio de 2021. O início do período do ranking mundial a data também foi alterada de 1 de maio de 2019 para 30 de junho de 2020; os atletas que atingiram o padrão de qualificação naquela época ainda estavam qualificados, mas aqueles que usavam as classificações mundiais não seriam capazes de contar os desempenhos durante esse tempo. Os padrões de tempo de qualificação podem ser obtidos em várias competições durante o período determinado que tenham a aprovação da IAAF. Os campeonatos continentais mais recentes podem ser contados no ranking, mesmo que não durante o período de qualificação.
Os CONs também podem usar sua vaga de universalidade – cada CON pode inscrever um atleta masculino independentemente do tempo, se não houver nenhum atleta masculino que atenda ao padrão de entrada a um evento de atletismo – na marcha de 50 km.

## Formato
O evento consiste de uma única corrida, já valendo a definição das medalhas.

## Calendário
Horário local (UTC +9)
| 6 de agosto |
| 5:30        |
| ----------- |
| Final       |

## Medalhistas
| Ouro   | POL Dawid Tomala     |
| Prata  | GER Jonathan Hilbert |
| Bronze | CAN Evan Dunfee      |

## Recordes
Antes desta competição, os recordes mundiais e olímpicos da prova eram os seguintes:
| Tipo | Atleta        | Tempo   | Local   | Data                 |
| ---- | ------------- | ------- | ------- | -------------------- |
|      | Yohann Diniz  | 3:32:33 | Zurique | 15 de agosto de 2014 |
|      | Jared Tallent | 3:36:53 | Londres | 11 de agosto de 2012 |

### Por região
| Região                             | Tempo   | Atleta         | Nação         |
| ---------------------------------- | ------- | -------------- | ------------- |
| África                             | 3:54:12 | Marc Mundell   | África do Sul |
| Ásia                               | 3:36:06 | Yu Chaohong    | China         |
| Europa                             | 3:32:33 | Yohann Diniz   | França        |
| América do Norte, Central e Caribe | 3:41:09 | Erick Barrondo | Guatemala     |
| Oceania                            | 3:35:47 | Nathan Deakes  | Austrália     |
| América do Sul                     | 3:42:57 | Andrés Chocho  | Equador       |

## Resultados
A prova foi disputada em 6 de agosto, às 5:30 locais.
Penalizações
Cada vez que um atleta descumpre uma das regras da modalidade, recebe um cartão vermelho como advertência que podem ser:
- Contato perdido com o solo (~)
- Dobramento dos joelhos (>)

Se um atleta receber três cartões vermelhos durante a prova precisa ficar parado na zona de penalidade durante 300 segundos. No quarto cartão vermelho é automaticamente desclassificado.
| Pos.              | Atleta                 | CON                 | Tempo   | Diferença   | Notas                |
| ----------------- | ---------------------- | ------------------- | ------- | ----------- | -------------------- |
| Medalha de ouro   | Dawid Tomala           | POL Polônia         | 3:50:08 |             |                      |
| Medalha de prata  | Jonathan Hilbert       | GER Alemanha        | 3:50:44 | +0:36 ~~    |                      |
| Medalha de bronze | Evan Dunfee            | CAN Canadá          | 3:50:59 | +0:51       | Recorde da temporada |
| 4                 | Marc Tur               | ESP Espanha         | 3:51:08 | +1:00 >>    |                      |
| 5                 | João Vieira            | POR Portugal        | 3:51:28 | +1:20       | Recorde da temporada |
| 6                 | Masatora Kawano        | JPN Japão           | 3:51:56 | +1:48       | Recorde da temporada |
| 7                 | Bian Tongda            | CHN China           | 3:52:01 | +1:53       |                      |
| 8                 | Rhydian Cowley         | AUS Austrália       | 3:52:01 | +1:53       | Recorde pessoal      |
| 9                 | Aku Partanen           | FIN Finlândia       | 3:52:39 | +2:31 ~     | Recorde da temporada |
| 10                | Brendan Boyce          | IRL Irlanda         | 3:53:40 | +3:32       |                      |
| 11                | José Leonardo Montaña  | COL Colômbia        | 3:53:50 | +3:42       | Recorde da temporada |
| 12                | Artur Brzozowski       | POL Polônia         | 3:54:08 | +4:00 ~     | Recorde da temporada |
| 13                | Jorge Armando Ruiz     | COL Colômbia        | 3:55:30 | +5:52 ~     |                      |
| 14                | Matej Tóth             | SVK Eslováquia      | 3:56:23 | +6:15       | Recorde da temporada |
| 15                | José Leyver            | MEX México          | 3:56:53 | +6:45 ~     | Recorde da temporada |
| 16                | Quentin Rew            | NZL Nova Zelândia   | 3:57:33 | +7:25 ~     |                      |
| 17                | Máté Helebrandt        | HUN Hungria         | 3:57:53 | +7:45 ~     | Recorde da temporada |
| 18                | Diego Pinzón           | COL Colômbia        | 3:57:54 | +7:46       |                      |
| 19                | Andrés Chocho          | ECU Equador         | 3:59:03 | +8:55 ~>~   | Recorde da temporada |
| 20                | Bence Venyercsán       | HUN Hungria         | 3:59:05 | +8:57       |                      |
| 21                | Wang Qin               | CHN China           | 3:59:35 | +9:27       |                      |
| 22                | Dzmitry Dziubin        | BLR Bielorrússia    | 4:00:25 | +10:17      | Recorde da temporada |
| 23                | Andrea Agrusti         | ITA Itália          | 4:01:10 | +11:02      |                      |
| 24                | Marius Cocioran        | ROU Romênia         | 4:01:43 | +11:35      |                      |
| 25                | Maryan Zakalnytskyy    | UKR Ucrânia         | 4:02:53 | +12:45      |                      |
| 26                | Jarkko Kinnunen        | FIN Finlândia       | 4:04:28 | +14:20 >    |                      |
| 27                | Jhonatan Amores        | ECU Equador         | 4:05:47 | +15:39      |                      |
| 28                | Luo Yadong             | CHN China           | 4:06:17 | +16:09      |                      |
| 29                | Alex Wright            | IRL Irlanda         | 4:06:20 | +16:12 ~    | Recorde da temporada |
| 30                | Hayato Katsuki         | JPN Japão           | 4:06:32 | +16:24      |                      |
| 31                | Arturas Mastianica     | LTU Lituânia        | 4:06:43 | +16:35      |                      |
| 32                | Satoshi Maruo          | JPN Japão           | 4:06:44 | +16:36      |                      |
| 33                | Carl Dohmann           | GER Alemanha        | 4:07:18 | +17:10      |                      |
| 34                | Bernardo Barrondo      | GUA Guatemala       | 4:08:34 | +18:26 ~~>  |                      |
| 35                | Jesús Ángel García     | ESP Espanha         | 4:10:03 | +19:55 >    |                      |
| 36                | Alexandros Papamichail | GRE Grécia          | 4:12:49 | +22:41      |                      |
| 37                | Arnis Rumbenieks       | LAT Letônia         | 4:13:33 | +23:25 >>   |                      |
| 38                | Aleksi Ojala           | FIN Finlândia       | 4:14:02 | +23:54 >    |                      |
| 39                | Valeriy Litanyuk       | UKR Ucrânia         | 4:14:05 | +23:57 >    |                      |
| 40                | Marc Mundell           | RSA África do Sul   | 4:14:37 | +24:29      |                      |
| 41                | Michal Morvay          | SVK Eslováquia      | 4:15:22 | +25:14      |                      |
| 42                | Nathaniel Seiler       | GER Alemanha        | 4:15:37 | +25:29      |                      |
| 43                | Vít Hlaváč             | CZE República Checa | 4:15:40 | +25:32      |                      |
| 44                | Horacio Nava           | MEX México          | 4:19:00 | +28:52 >>   |                      |
| 45                | Mathieu Bilodeau       | CAN Canadá          | 4:20:36 | +30:28      | Recorde da temporada |
| 46                | Lukáš Gdula            | CZE República Checa | 4:33:06 | +42:58 >>>  |                      |
| 47                | Claudio Villanueva     | ECU Equador         | 4:53:09 | +1:03:01 >> |                      |
| —                 | Teodorico Caporaso     | ITA Itália          | —       | DNF ~       |                      |
| —                 | Rafał Augustyn         | POL Polônia         | —       | DNF         |                      |
| —                 | Håvard Haukenes        | NOR Noruega         | —       | DNF         |                      |
| —                 | Luis Manuel Corchete   | ESP Espanha         | —       | DNF         |                      |
| —                 | Gurpreet Singh         | IND Índia           | —       | DNF         |                      |
| —                 | Luis Ángel Sánchez     | GUA Guatemala       | —       | DNF ~~~     |                      |
| —                 | Ivan Banzeruk          | UKR Ucrânia         | —       | DNF >>      |                      |
| —                 | Isaac Palma            | MEX México          | —       | DNF ~       |                      |
| —                 | Yohann Diniz           | FRA França          | —       | DNF         |                      |
| —                 | Marco De Luca          | ITA Itália          | —       | DNF         |                      |
| —                 | Érick Barrondo         | GUA Guatemala       | —       | DSQ ~~~~    | TR 54.7.5            |
| —                 | Ruslans Smolonskis     | LAT Letônia         | —       | DSQ ~>>>    | TR 54.7.5            |

Legenda
| Recorde mundial      | Recorde mundial (World record)               |                       | Recorde africano                      | Recorde africano (African) |                                           | Q | Classificado por posição (Qualified) |
| Recorde olímpico     | Recorde olímpico (Olympic record)            | Recorde da América    | Recorde da América (Americas)         | q                          | Classificado por melhor tempo (Qualified) |   |                                      |
| Melhor marca do ano  | Melhor marca do ano (World leading)          | Recorde asiático      | Recorde asiático (Asian)              | DNS                        | Não largou (Did not start)                |   |                                      |
| Recorde nacional     | Recorde nacional (National record)           | Recorde europeu       | Recorde europeu (European)            | DNF                        | Não terminou (Did not finish)             |   |                                      |
| Recorde pessoal      | Recorde pessoal do atleta (Personal best)    | Recorde da Oceania    | Recorde da Oceania (Oceania)          | DSQ / DQ                   | Desclassificado (Disqualified)            |   |                                      |
| Recorde da temporada | Recorde da temporada do atleta (Season best) | Recorde sul-americano | Recorde sul-americano (South America) | NM                         | Sem marca (No mark)                       |   |                                      |